# Устиянович Корнило Миколайович
Корни́ло Микола́йович Устияно́вич (22 вересня 1839, Вовків, нині Львівський район — 22 липня 1903, Довге, нині Дрогобицький район Львівщина) — український маляр, представник класицизму й академізму в Галичині, письменник і публіцист, народовець. Син Миколи Устияновича.

## Життєпис
Народився 22 вересня 1839 року в с. Вовків, нині Львівський район, Львівська область, Україна (тоді Львівський округ, Королівство Галичини та Володимирії, Австрійська імперія). Син священника о. Миколи Устияновича й Анни з Плешкевичів. 
Навчався в гімназіях у Бучачі (отців Василіян) та Львові. У 1867 році побував у Санкт-Петербурзі, 1872 році — у Києві. У 1873—1874 років мешкав у с. Вікно у Володислава Федоровича (малював портрети, пейзажі), у 1882—1883 роках у Львові редагував, ілюстрував сатирично-гумористичний часопис «Зеркало».

## Творчість
Мистецьку освіту здобув у Віденській академії мистецтв (1858—1863). Працював у Відні, Галичині й на Буковині. Найчисленніше виявився в церковному монументальному малярстві: ікони для понад 50-ти церков (ікона «Пр. Богородиця на хмарах, оточена руськими святими і угодниками божими» для церкви святої великомучениці Параскеви с. Розжалів), 15 іконостасів, 11 стінописів (у тому числі церква Непорочного Зачаття Пречистої Діви Марії, Буцнів), 7 декоративних картин тощо, з яких помітніші: «Христос перед Пілатом» (1880) у Відні, «Мойсей» (1887) у Преображенській церкві у Львові, «Хрещення Руси», «Володимир Великий», «Свята Ольга» у церкві с. Вістова (Калуський повіт) та ін.
Устиянович створив близько 40 портретів (зокрема, Анатоля Вахнянина, Степана Качали, Юліяна Лаврівського, Тита Реваковича); низку картин на історичні теми («Василько Теребовельський», «Шевченко на засланні», «Літописець Нестор», «Плач Ярославни», «Козацька битва», «Семен Палій…», «Скасування панщини» та ін.); 1882—1883 роки — редагував й ілюстрував сатирично-гумористичний журнал «Зеркало» і «Нове Зеркало» — його сатиричні ілюстрації політичного змісту високо оцінював Іван Франко.
Збереглися нечисленні пейзажі Корнила Устияновича («Дзвіниця», «Морський пейзаж», «Чорне море», «Кавказький пейзаж», «Скит Манявський», «Пейзаж з хрестом», «Захід сонця», «Ранок»), у яких, поруч з портретами, найсильніше відчутні традиції класицизму й академізму з нахилом до романтизму.
Під час студій у Відні Корнило Устиянович еволюціонував від панславізму (зародки якого виніс із дому й поглибив у Відні під впливом російського священика М. Раєвського) до активного українського патріотизму (під впливом польських митців Артура Ґроттґера і А. Ґротовського та письменника Юзефа Боґдана Залеського).
Як письменник вперше виступив 1861 року з поезіями, писаними язичієм; з 1872 року, під впливом української літератури, друкував народною мовою у «Галичанині», «Слові», «Зорі», «Правді», «Ділі», «Основі» статті про галицьке мистецтво. У 1870-х роках появилися перші його іст. поеми — «Іскоростень», «Вадим», «Святослав Хоробрий» і драми — «Ярополк», «Олег Святославич, князь Овруцький» — обидві були виставлені в театрі «Руської Бесіди» у Львові (1878 і 1883), в якому Устиянович працював деякий час сценографом. Видав свої твори під назвою «Письма Корнила Устияновича» (3 тт., 1875—77) й окремо брошуру «М. Ф. Раевскій и российскій панславизмъ. Споминки зъ пережитого и передуманого» (1884). Мистецька спадщина Устияновича зберігається переважно у Львівській галереї мистецтв.
Помер 1903 року в селі Довге на Дрогобиччині (тоді Дрогобицький повіт, Королівство Галичини та Володимирії, Австро-Угорщина) під час роботи над іконостасом. У цьому селі й похований.
Найяскравіше патріотичні погляди Корнила Устияновича відображені у його вірші «Заклятий Іван».

## Вшанування
У селі Вовків на території музею-садиби нині встановлено пам'ятник Корнилові Устияновичу.

## Галерея

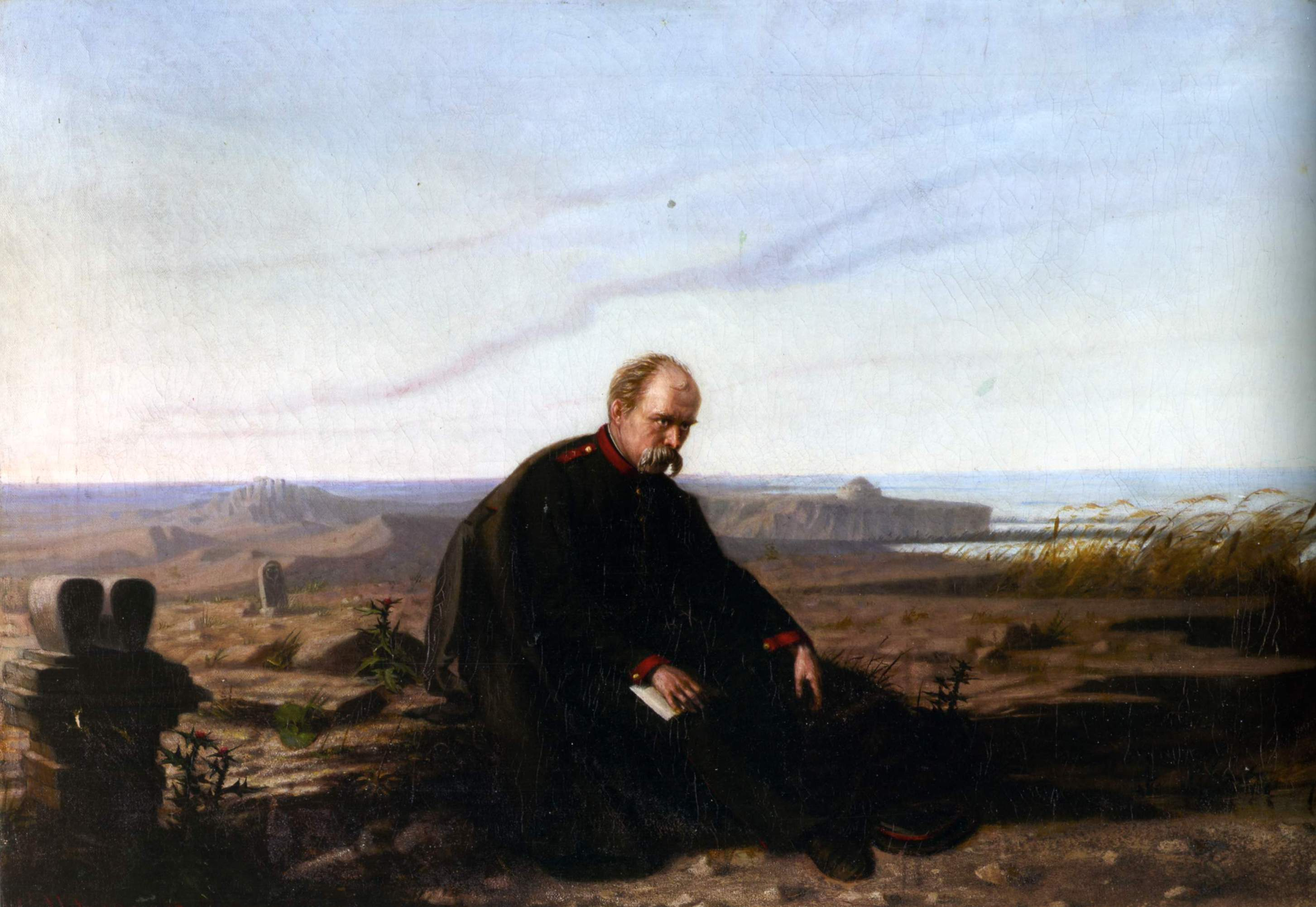
Шевченко на засланні (1860-70)
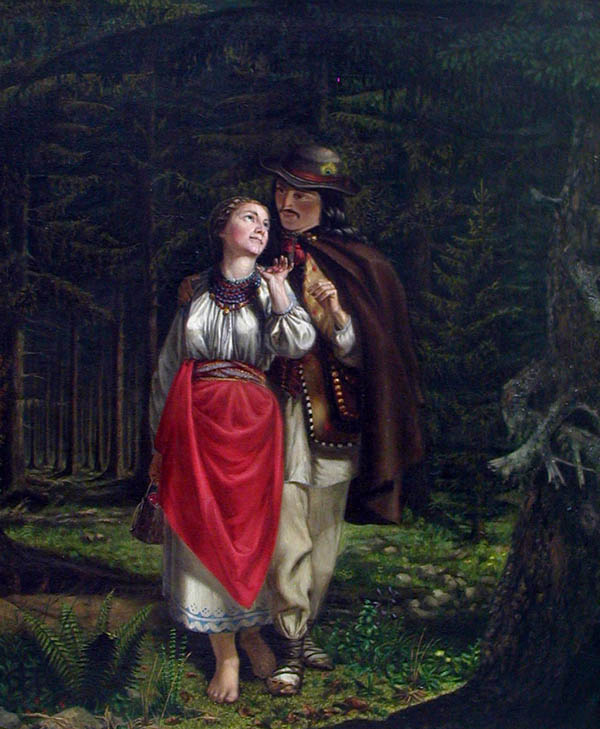
Бойківська пара (до 1904)
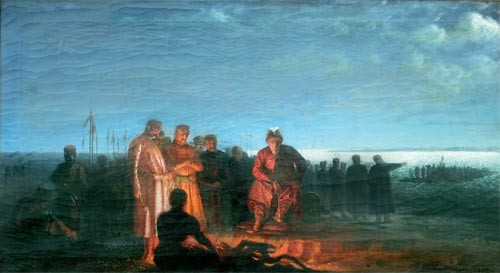
Мазепа на переправі через Дніпро (1883)
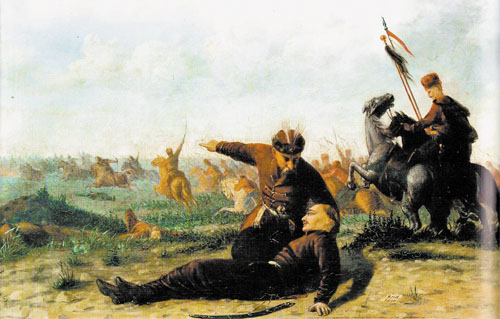
Козацька битва (1890)
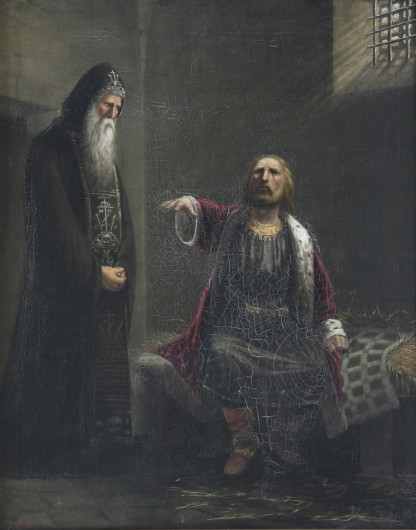
Василько Теребовельський (1866). Національний музей у Львові.